# Salvator
Salvator è un genere di lucertole della famiglia Teiidae note come tegu.

## Descrizione

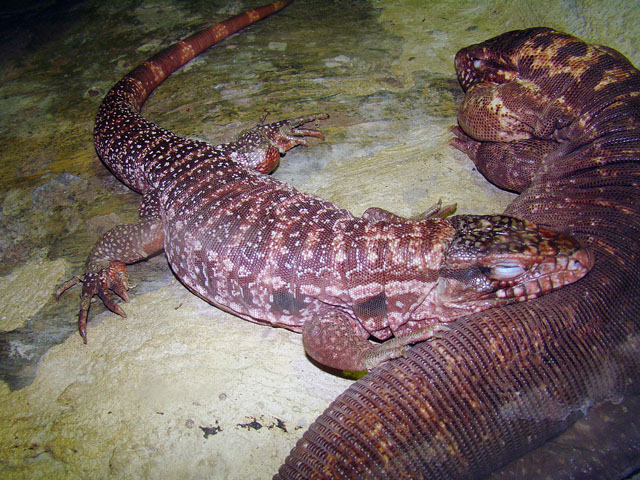
Tegu rosso (Salvator rufescens)

I tegu sono sauri di grandi dimensioni, con alcune specie che raggiungono una lunghezza totale di circa 140 cm, per un peso di circa 7 kg. Queste lucertole opportunistiche e versatili possono essere trovate in una grande varietà di habitat, dalle paludi alle foreste pluviali, alle savane e persino nelle aree urbane. Sebbene dalle abitudini terrestri, sono abili nuotatori, in grado di rimanere immersi fino a 22 minuti, ed essere talvolta catturati in mare in reti da pesca.

## Tassonomia
- Salvator duseni (Lönnberg, 1910) - Tegu giallo; a volte classificato come Tupinambis duseni, Tupinambis rufescens o Tupinanbis duseni
- Salvator merianae (Duméril & Bibron, 1839) – Tegu argentino bianco e nero
- Salvator rufescens (Günther, 1871) – Tegu rosso